# Juschny (Kaliningrad, Moskauer Rajon)
Juschny (russisch Южный, deutsch Aweiden und Speichersdorf) ist der gemeinsame Name zweier ehemals getrennter Ortschaften, die zum Moskauer Rajon von Kaliningrad (Königsberg (Preußen)) gehören, der Hauptstadt der Oblast Kaliningrad (Gebiet Königsberg) in Russland.

## Geographische Lage
Juschny liegt vier Kilometer südlich des Stadtzentrums von Kaliningrad (Königsberg) an der Ausfallstraße nach Doroschnoje (Altenberg) und Polewoje (Mahnsfeld) mit Anschluss an die russische Fernstraße R 516 (ehemalige deutsche Reichsautobahn Berlin–Königsberg „Berlinka“). Die nächste Bahnstation ist Dschersinskaja-Nowaja an der Bahnstrecke von Kaliningrad nach Bagrationowsk (Preußisch Eylau) (ehemalige Ostpreußische Südbahn).

## Geschichte

### Bis 1945

#### Juschny/Aweiden
Das einstmals Aweiden (nach 1871 auch Aweyden) genannte Gutsdorf wurde am 30. April 1874 Amtssitz und namensgebender Ort des neu errichteten Amtsbezirks Aweiden. Er gehörte bis 1930 zum Landkreis Königsberg (Preußen) im Regierungsbezirk Königsberg der preußischen Provinz Ostpreußen. Im Jahre 1910 zählte Aweiden 185 Einwohner.
Zwischen 1891 und 1928 fanden immer wieder örtliche Veränderungen statt, bei denen Aweiden Grundstücke und Wohnplätze an die Nachbargemeinden abgab und somit gänzlich als eigenständiger Ort verschwand. Der Amtsbezirk Aweiden wurde 1930 aufgelöst.
Im Jahre 1945 kam Aweiden mit der Stadt Königsberg (Preußen) zur Sowjetunion und erhielt 1946 die russische Bezeichnung Juschny.

##### Amtsbezirk Aweiden (1874–1930)
Am 30. April 1874 wurde der Amtsbezirk Aweiden aus einer Landgemeinde und drei Gutsbezirken gebildet:
| Deutscher Name | Russischer Name | Bemerkungen |
| -------------- | --------------- | --- |
| Landgemeinde:  |                 | |
| Altenberg      | Doroschnoje     | 1930 in den Amtsbezirk Gollau ausgegliedert |
| Gutsbezirke:   |                 | |
| Aweiden        | Juschny         | teilweise Umgliederungen nach: Königsberg (Preußen) (1891), Friedrichstein (1893), Rosenau (1891/94), Altenberg (1927) und Seligenfeld (1928, ab 1939 Königsberg) |
| Rosenau        |                 | 1905 nach Königsberg (Preußen) eingegliedert |
| Speichersdorf  | Juschny         | 1927 nach Königsberg (Preußen) eingegliedert |

#### Juschny/Speichersdorf
Der bis 1946 Speichersdorf genannte Gutsort liegt nordöstlich von Aweiden und war dessen Amtsbezirk zwischen 1874 und 1927 zugeordnet. Damit gehörte der Ort zum Landkreis Königsberg (Preußen) im Regierungsbezirk Königsberg der preußischen Provinz Ostpreußen. Im Jahre 1910 waren in Speichersdorf 231 Einwohner registriert. Im Süden von Speichersdorf und Ponarth lagen sechs Schrebergärten
Am 16. Juni 1927 verlor Speichersdorf seine Eigenständigkeit und wurde in die Stadt Königsberg (Preußen) eingemeindet. Mit Königsberg kam Speichersdorf 1945 zur Sowjetunion und erhielt – wie Aweiden – den russischen Namen Juschny.

### Seit 1946
Die unter dem Namen Juschny vereinigten beiden Orte Aweiden und Speichersdorf gehören seit 1945 zur Stadt Kaliningrad und wurden 1947 in den neu gebildeten Stadtbezirk namens Moskauer Rajon integriert.

## Kirche
Aweiden und Speichersdorf waren bis 1945 mit ihrer überwiegend evangelischen Bevölkerung in das Kirchspiel Seligenfeld (heute russisch Dalneje, Stadtsiedlung innerhalb Kaliningrads) eingepfarrt. Dieses gehörte zum Kirchenkreis Königsberg-Land I innerhalb der Kirchenprovinz Ostpreußen der Kirche der Altpreußischen Union. Der letzte deutsche Geistliche war Pfarrer Friedrich  Lautsch.
Heute liegt Juschny im Einzugsgebiet der evangelisch-lutherischen Kaliningrader Auferstehungskirche, der Hauptkirche der neu errichteten Propstei Kaliningrad innerhalb der Evangelisch-lutherischen Kirche Europäisches Russland (ELKER).